# Ildefons Schober
Ildefons Schober, né Friedrich Schober le 23 février 1849 à Pfullendorf et mort le 28 février 1918 à l'abbaye de Beuron, est un bénédictin allemand qui fut abbé de Seckau, puis deuxième supérieur général de la congrégation des bénédictins missionnaires de Sainte-Odile et enfin archi-abbé de Beuron.

## Biographie
Friedrich Schober poursuit ses études secondaires à Fribourg-en-Brisgau, ainsi que ses premières années de théologie. Il entre en septembre 1870 à l'abbaye bénédictine de Beuron, prenant le nom de religion d'Ildefons (Ildephonse) . Il continue ses études de théologie de 1871 à 1873 au séminaire de Mayence. Entretemps, il devient profès en 1872 et il est ordonné prêtre en 1874. Lorsque le Kulturkampf se déchaîne contre les congrégations catholiques, les moines de Beuron partent en exil. Le P. Schobe occupe plusieurs charges 
à partir de 1875 dans le Tyrol à Volders et à partir de 1880 à l'abbaye d'Emmaüs à Prague (qui faisait partie alors de l'Empire austro-hongrois). En 1883, il s'installe à l'abbaye de Seckau en Styrie. Il en devient abbé en 1887. Il rénove l'abbaye romane et ouvre une école d'oblats. En tant qu'abbé, il exerce différentes fonctions pour son ordre: il est ainsi visiteur de tous les monastères bénédictins du Portugal en 1895. De 1896 à 1902, il est supérieur général de la récente congrégation des bénédictins missionnaires de Sainte-Odile.
Il est élu archi-abbé de Beuron en 1908 et dirige donc la congrégation de Beuron. Il s'efforce de renforcer les liens entre les abbayes de la congrégation pendant son mandat. Il démissionne pour raisons de santé en pleine guerre en 1917.